# Daniil Moscopoleanu
Daniil Moscopoleanu sau, după numele său complet, Daniil Asami Hagi Moscopoleanu, cum semna într-o scrisoare adresată mitropolitului Nectarie Al Palagonie, (n. 1725, Moscopole, Imperiul Otoman – d. 1822) a fost un învățat aromân din secolul al XVIII-lea. 

## Lucrarea Εισαγωγικί διδασκαλία
Daniil Moscopoleanu, sfătuit de Gheorghe Calledcosmichi Tripilica, un bogat negustor aromân, a publicat la Veneția în 1794 lucrarea întitulată în greacă Εισαγωγικί διδασκαλία (Învățături introducătoare). Învățături introducătoare este un fel de manual, dar foarte interesant pentru lexicul lui (Λεξικòν Τετράγλωσσον) scris în 4 limbi: în limbile greacă, aromână, bulgară și albaneză.

### Importanța lucrării
Lucrarea lui Daniil Moscopoleanu, împreună cu cele ale lui Teodor Cavalioti și Constantin Ucuta reprezintă primele texte în dialectul aromân, ei fiind cei care au încercat și a reușit în mare măsură să trezească conștiința națională la aromâni.
Într-adevăr, lucrarea a contribuit la trezirea conștiinței naționale a aromânilor, și asta în ciuda intenției autorului, al cărui scop, cel puțin declarat, a fost să îi determine pe tinerii cărturari să renunțe la expresiile și cuvintele lor albaneze, aromâne sau bulgărești și să folosească cu toții limba romaică (adică greaca), așa cum se vede în fragmentul introductiv de mai jos (ultima parte este scrisă în versuri):
„Învățătură introducătoare (ΕΙΣΑΓΟΓΙΚΗ ΔΙΔΑΣΚΑΛΙΑ). Cuprinde vocabular în patru limbi al celor patru obișnuite dialecte, adecă al limbii romaice simple (Ρωμαϊκης = greacă), al românei din Moesia (Βλαχικης), al bulgarei (Βουλγαρικης) și al albanezei (Αλβανιτικης). Întocmită la început de prea respectatul și prea învățatul dascăl, econom și predicator chir Daniil Moscopoleanul, spre a servi de ușor învățământ tinerilor cărturari de alte limbi. Îmbunătățită și adăugită prin introducerea (adaosul) unor lucruri folositoare și demne de curiozitate, și închinată respectuos prea sfântului și prea învățatului Mitropolit al Pelagoniei, prea cinstitului și a exarhului a toatei Macedoniei bulgărești, chir chir Nectarie din Montania, cu a cărui cheltuială s-a și tipărit, spre folosul cuvioșilor creștini, eparhioți ai săi. În anul mântuirei 1802.
Albanezi, români, bulgari, de altă limbă, bucurați-vă

pregatiți-vă toți, să deveniți romei (Ρωμαίοι = greci).

Lăsând limba barbară, vocea și obiceiurile,

ca să pară strănepoților voștri ca fabule.

Veți onora neamul și patriile voastre,

prefăcându-le elinești din albano-bulgărești.

Căci nu mai este greu romaicește să’nvățați,

și să nu vă mai barbarizați cu vreo cinci-zece cuvinte.

Aveți în mâinile voastre, și des să studiați,

oriunde vă duceți, cartea aceasta de curând tipărită.

Chestiuni să găsiți oricâte doriți,

Și’n limba romaică bine să vă deprindeți.

Era necesar la tipar să se editeze

pentru ca neamurile voastre să se cinstească cu ea, precum am zis” […]